# Astaena hiekei
Astaena hiekei är en skalbaggsart som beskrevs av Frey 1973. Astaena hiekei ingår i släktet Astaena och familjen Melolonthidae. Inga underarter finns listade.